# Phrataria valbum
Phrataria valbum är en fjärilsart som beskrevs av Turner 1944. Phrataria valbum ingår i släktet Phrataria och familjen mätare. Inga underarter finns listade i Catalogue of Life.